# Caustic Christ
I Caustic Christ sono un gruppo hardcore punk originario si Pittsburgh, in Pennsylvania.
Nel 2000, Bill Cahmberlain, ex-chitarrista dei The Pist, lascia la sua band, React e si trasferisce dal Connecticut a Pittsburgh dove fonda una band con il chitarrista e cantante Eric Good ed il bassista Corey Lions, degli Aus-Rotten ed il batterista Ron Wingrove. Poco dopo gli Aus-Rotten si sciolgono e Bill fonda con il cantante ed il batterista un'altra band, Behind Enemy Line. Nel 2001 Ron viene investito da una macchina e riporta lesioni cerebrali che gli impediscono di suonare la batteria. Al suo posto arriva Greg Mairs dei Submachine.
Con il nuovo batterista la band pubblica il primo album e parte per un tour lungo tutti gli Stati Uniti insieme ai Subhumans ed ai Municipal Waste.

## Formazione

### Formazione attuale
- Eric Good - voce
- Bill Chamberlain - chitarra
- Corey Lyons - basso
- Greg Mairs - batteria

### Ex componenti
- Ron Wingrove - batteria

## Discografia

### Album in studio
- 2003 - Can't Relate
- 2006 - Lycanthropy

### Split
- 2002 - Caustic Christ/Intense Youth Split
- 2003 - Caustic Christ/R.A.M.B.O. Split

### EP
- 2001 - Caustic Christ EP
- 2004 - Government Job